# Uitz László
Uitz László (Budapest, 1914. november 8. – Budapest, 1976. szeptember 2.) magyar szobrász.

## Pályája
1938 és 1942 között a Magyar Képzőművészeti Főiskolán tanult, ahol Sidló Ferenc volt a mestere. 1943-tól szerepelt műveivel a Műcsarnok kiállításain. 1946-48-ban ugyanitt képezte magát, Pátzay Pál és Ferenczy Béni tanítványaként. 1948 és 1950 között Pátzay Pál tanársegédeként dolgozott. 1951-től a Magyar Állami Operaház szobrásza, később műteremvezetője volt. A Finomkerámiaipari Művek 1972-ben több kisplasztikáját megvásárolta sokszorosítás céljából. A debreceni Virágkarnevál részére több szobrot is készített.

## Díjak, kitüntetések
- 1970: Szocialista Kultúráért érdemérem
- 1974: Munka Érdemrend ezüst fokozat

## Egyéni kiállítások
1969 • az Operaház Klubja, Budapest.

## Köztéri művei
- Primavera (gipsz, 1942, évekig állt a budatétényi Rózsakiállítás területén)
- Jézus- és Mária-szobrok (Kőbánya, Szent György-templom)
- Mészöly Géza festőművész (márvány mellszobor, 1944, Balatonszemes)